# Atopsyche sperryi
Atopsyche sperryi là một loài Trichoptera trong họ Hydrobiosidae. Chúng phân bố ở miền Tân bắc.